# Brechsträucher
Die Brechsträucher (Psychotria) sind eine Pflanzengattung aus der Familie der Rötegewächse (Rubiaceae). Sie ist pantropisch verbreitet und enthält 800 bis 1830 Arten.

## Beschreibung

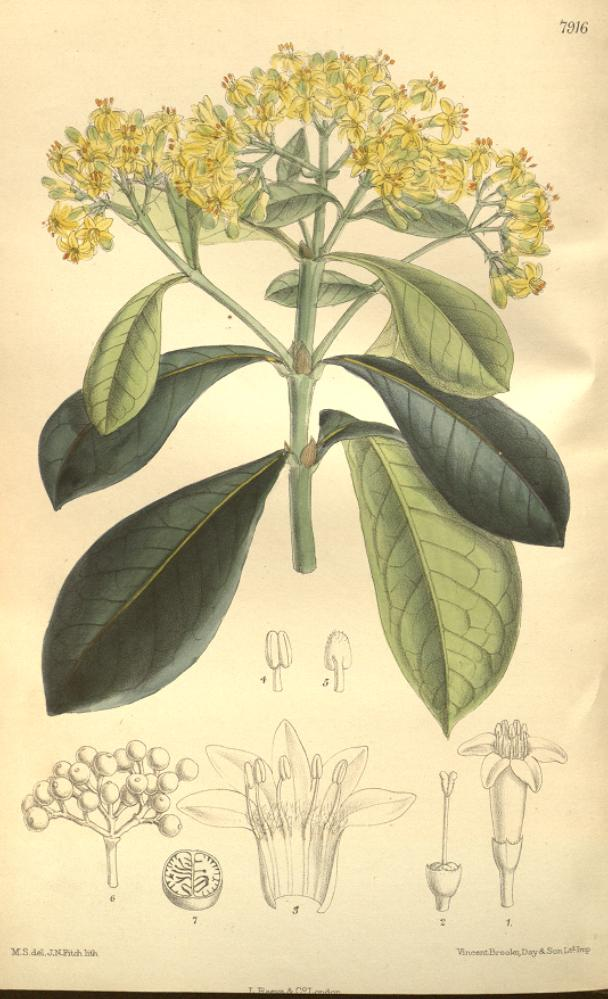
Illustration von Psychotria capensis

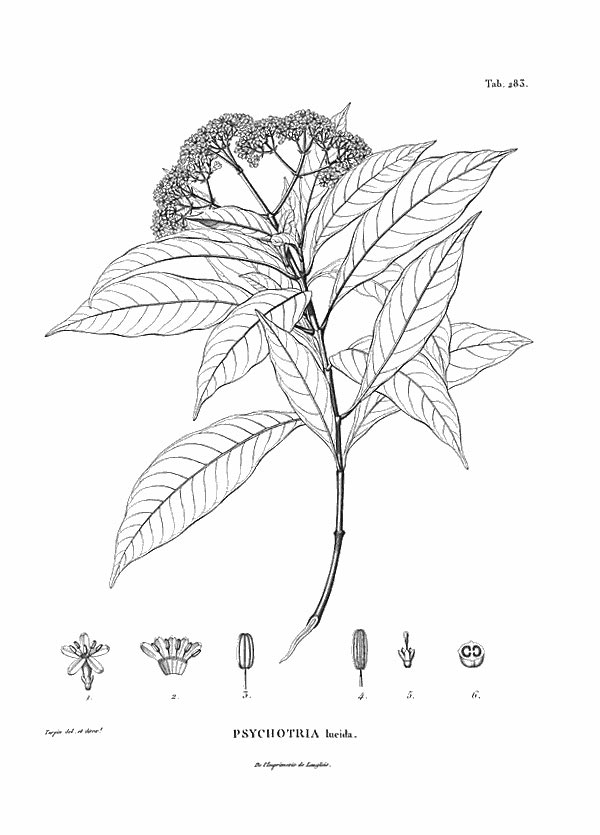
Illustration von Psychotria anceps

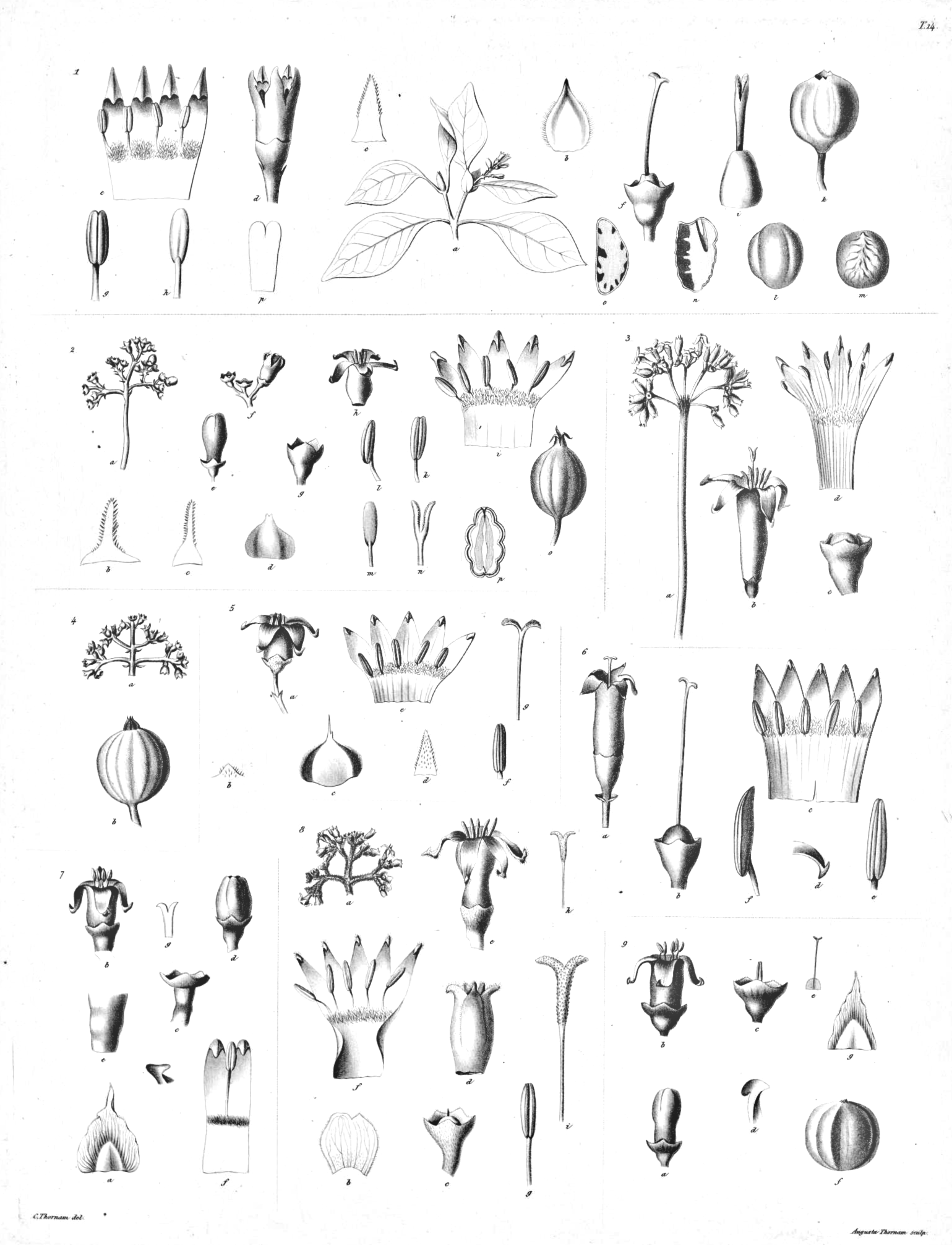
Illustration mehrerer Psychotria-Arten

Die Psychotria-Arten wachsen als Sträucher, kleine Bäume oder Lianen und selten auch als krautige Pflanzen. Ihre Rinde ist braun oder grau und blättert nicht ab. Die Laubblätter stehen gegenständig, sind ungeteilt, ganzrandig oder gesägt und gefiedert geädert. Wenn Haare vorhanden sind, sind diese einfach gebaut. Nebenblätter sind vorhanden und können mit der Sprossachse verwachsen sein. Stelz- oder Brettwurzeln, Stacheln oder Exsudation kommen nicht vor.
Es werden seiten- oder endstände, köpfchen, einfache oder zusammengesetzte zymöse Blütenstände gebildet. Die zwittrigen, vier- oder sechszähligen Blüten weisen einem Durchmesser von 0,5 bis 3 Zentimeter eine doppelte Blütenhülle (Perianth) auf. Kelch und  sind vorhanden und jeweils. Die vier oder sechs Kronblätter sind glockig oder röhrenförmig verwachsen und auf der Innenseite behaart. Die vier bis sechs Staubblätter sind mit den Kronblättern verwachsen. Zwei oder selten vier Fruchtblätter sind zu einem unterständigen Fruchtknoten verwachsen, mit getrennten Narben.
Die von den Kelchblättern gekrönte, fleischige Steinfrucht enthält ein oder zwei, selten vier Kerne (Samen).

## Symbiosen
Einige Psychotria-Arten beherbergen symbiontische Bakterien in den Blättern, mit deren Hilfe sie Stickstoff fixieren können. Als Symbionten in den Blattknöllchen (englisch leaf nodules) nachgewiesen sind verschiedene Spezies der Bakteriangattung Burkholderia, etwa bei P. umbellata oder bei P. kirkii (dort Candidatus Burkholderia kirkii). P. nervosa ist dagegen natürlicherweise Burkholderia-frei und bei P. umbellata konnten künstlich Burkholderia-freie Pflanzen erzeugt werden.

## Systematik
Die Erstveröffentlichung des Gattungsnamens Psychotria erfolgte 1759 durch Carl von Linné in Systema naturae, 929, 1364. Der botanische Name Psychotria leitet sich von den griechischen Wörtern psyche für das Leben, Seele und trophein für ernähren ab. Synonyme für Psychotria L. sind: Antherura Lour., Aucubaephyllum Ahlb., Callicocca Schreb., Calycodendron A.C.Sm., Camptopus Hook. f., Cephaelis Sw., Chesnea Scop., Delpechia Montrouz., Douarrea Montrouz., Dychotria Raf., Eumachia DC., Eumorphanthus A.C.Sm., Eurhotia Neck. nom. inval., Furcatella Baum.-Bod. nom. inval., Galvania Vand., Gamotopea Bremek., Grumilea Gaertn., Mapouria Aubl., Megalopus K.Schum., Myrstiphylla Raf., Myrstiphyllum P.Browne, Naletonia Bremek., Nettlera Raf., Petagomoa Bremek., Pleureia Raf., Polyozus Lour., Psychotrophum P.Browne, Stellix Noronha, Straussia A.Gray, Suteria DC., Tapogomea Aubl., Trevirania Heynh., Uragoga Baill. . Entsprechend der Auffassung welche Gattung noch eigenständig oder in Psychotria eingegliedert sind schwanken die Artenzahlen.
| - Psychotria abdita Standl. - Psychotria aborensis Dunn - Psychotria abouabouensis (Schnell) Verdc. - Psychotria acicularis C.M.Taylor - Psychotria acreana K.Krause - Psychotria actinophora Urb. - Psychotria acuminatissima Elmer - Psychotria acunae Borhidi, M.Fernández & Oviedo - Psychotria acutiflora DC. - Psychotria adafoana K.Schum. - Psychotria adamsonii Fosberg - Psychotria adderleyi Steyerm. - Psychotria adenophora Steyerm. - Psychotria adenophylla Wall. - Psychotria adpressipilis Steyerm. - Psychotria aegialodes (Bremek.) A.P.Davis & Govaerts - Psychotria aemulans K.Schum. - Psychotria aetantha (Sandwith) Steyerm. - Psychotria agamae Merr. - Psychotria aganosmifolia Craib - Psychotria agnata DC. - Psychotria aguilarii Standl. & Steyerm. - Psychotria alabatensis Sohmer & A.P.Davis - Psychotria alainii Acuña & Roíg - Psychotria alaotrensis Bremek. - Psychotria alatipes Wernham - Psychotria alba Ruiz & Pav. - Psychotria albicaulis Scott-Elliot - Psychotria albomarginata Hallier f. - Psychotria alemquerensis Huber - Psychotria alfaroana Standl. - Psychotria alibertioides Wernham - Psychotria allenii Standl. - Psychotria alloantha Steyerm. - Psychotria alluviorum K.Krause - Psychotria alpestris Urb. & Ekman - Psychotria alsophila K.Schum. - Psychotria alticola Steyerm. - Psychotria altiplanensis Standl. ex Steyerm. - Psychotria altsonii (Sandwith) Steyerm. - Psychotria alzapaniensis Sohmer & A.P.Davis - Psychotria amaracarpoides (Merr.) Merr. - Psychotria ambohimitombensis Bremek. - Psychotria ambongensis (Bremek.) A.P.Davis & Govaerts - Psychotria amboniana K.Schum. - Psychotria amieuensis Guillaumin - Psychotria amita Standl. - Psychotria ammericola Guillaumin - Psychotria amoena A.C.Sm. - Psychotria ampla Müll.Arg. - Psychotria amplectans Benth. - Psychotria amplifolia Raeusch. - Psychotria amplifrons Standl. - Psychotria amplissima Merr. - Psychotria amplithyrsa Valeton - Psychotria ampullacea A.C.Sm. - Psychotria anamallayana Bedd. - Psychotria anartiothrix Steyerm. - Psychotria ancaranensis (Bremek.) A.P.Davis & Govaerts - Psychotria anceps Kunth - Psychotria andaiensis Valeton - Psychotria andamanica Kurz - Psychotria andapae A.P.Davis & Govaerts - Psychotria andersonii Fosberg - Psychotria anderssoniana A.P.Davis & Govaerts - Psychotria andetrensis (Bremek.) A.P.Davis & Govaerts - Psychotria andevorantensis Bremek. - Psychotria andramontaensis A.P.Davis & Govaerts - Psychotria andriantiana A.P.Davis & Govaerts - Psychotria aneityensis Guillaumin - Psychotria anemothyrsa K.Schum. & K.Krause - Psychotria angulata Korth. - Psychotria angustata Andersson - Psychotria angustiflora K.Krause - Psychotria anisocephala Müll.Arg. - Psychotria anisopoda (Standl.) Steyerm. - Psychotria anjanaharibensis A.P.Davis & Govaerts - Psychotria anjouanensis A.P.Davis & Govaerts - Psychotria ankafinensis (K.Schum.) A.P.Davis & Govaerts - Psychotria ankasensis J.B.Hall - Psychotria antenniformis Steyerm. - Psychotria antsalovensis (Bremek.) A.P.Davis & Govaerts - Psychotria antsirananensis A.P.Davis & Govaerts - Psychotria apiculata Müll.Arg. - Psychotria apocynifolia A.Gray - Psychotria apoda Steyerm. - Psychotria apodantha A.Gray - Psychotria apodocephala Standl. - Psychotria appendiculata Müll.Arg. - Psychotria appuniana Steyerm. - Psychotria aquatilis Merr. & L.M.Perry - Psychotria araguana Standl. - Psychotria araguariensis Steyerm. - Psychotria araiosantha A.C.Sm. & S.P.Darwin - Psychotria ararum C.M.Taylor - Psychotria arborea Hiern - Psychotria arborescens Elmer - Psychotria arbuscula Volkens - Psychotria arbutifolia (Baill.) Schltr. - Psychotria archboldiana Fosberg - Psychotria archboldii Sohmer - Psychotria ardisioides Craib - Psychotria arenosa Müll.Arg. - Psychotria areolata C.M.Taylor - Psychotria argantha A.C.Sm. - Psychotria argentata Korth. - Psychotria argentinensis Bacigalupo - Psychotria arirambana Standl. - Psychotria aristeguietae Steyerm. - Psychotria arnoldiana De Wild. - Psychotria aroensis Steyerm. - Psychotria artensis (Montrouz.) Guillaumin - Psychotria articulata (Hiern) E.M.A.Petit - Psychotria ascendens Ridl. - Psychotria aschersoniana K.Schum. & K.Krause - Psychotria asekiensis Sohmer - Psychotria asiatica L. (Syn.: Psychotria antherura Schult. nom. superfl., Psychotria esquirolii H.Lév., Psychotria reevesii Wall., Psychotria rubra (Lour.) Poir.): Sie ist von Indien, Kambodscha, Laos, Thailand, Vietnam, China, Taiwan, Japan bis Malaysia weitverbreitet. Sie wird auch angebaut. - Psychotria assimilis Bremek. - Psychotria atricaulis Fosberg - Psychotria atroviridis Ridl. - Psychotria aubletiana Steyerm. - Psychotria augagneurii Hochr. - Psychotria aurantibractea C.M.Taylor - Psychotria aurantiocarpa Fosberg - Psychotria aurea Lauterb. - Psychotria auriculata C.Wright ex Griseb. - Psychotria auxopoda E.M.A.Petit - Psychotria avenis Pancher ex Beauvis. - Psychotria aviculoides J.H.Kirkbr. - Psychotria avilensis Steyerm. - Psychotria axilliflora Merr. & L.M.Perry - Psychotria ayangannensis Steyerm. - Psychotria azuensis Alain - Psychotria babatwoensis Cheek - Psychotria bagshawei E.M.A.Petit - Psychotria bahiensis DC. - Psychotria baillonii Schltr. - Psychotria bakeri Dwyer - Psychotria bakossiensis Cheek & Sonké - Psychotria balabacensis Merr. - Psychotria baladensis (Baill.) Guillaumin - Psychotria balakrishnii Deb & M.G.Gangop. - Psychotria balancanensis C.W.Ham. - Psychotria balansae Pit. - Psychotria balbisiana DC. - Psychotria balfouriana Verdc. - Psychotria baltenweckii Urb. - Psychotria banahaensis Elmer - Psychotria banaona Urb. - Psychotria bangii Rusby - Psychotria bangladeshica M.Gangop. & Chakrab. - Psychotria bangueyensis Merr. - Psychotria bangweana K.Schum. - Psychotria bantamensis Miq. - Psychotria barahonensis Urb. - Psychotria barbatiloba Merr. & L.M.Perry - Psychotria barberi Gamble - Psychotria barensis K.Krause - Psychotria barkleyi Sohmer & A.P.Davis - Psychotria barnebyana Steyerm. - Psychotria baronii (Bremek.) A.P.Davis & Govaerts - Psychotria bataanensis Elmer - Psychotria batangana K.Schum. - Psychotria bathieana A.P.Davis & Govaerts - Psychotria baviensis Pit. - Psychotria bayombongensis Sohmer & A.P.Davis - Psychotria beaufortiensis Valeton ex Sohmer - Psychotria beddomei Deb & M.G.Gangop. - Psychotria bemarivensis A.P.Davis & Govaerts - Psychotria berizokae (Bremek.) A.P.Davis & Govaerts - Psychotria bermejalensis Britton - Psychotria bernardii Steyerm. - Psychotria berryi Wingf. - Psychotria berteroana DC. - Psychotria bertieroides Wernham - Psychotria beskeana Schltdl. - Psychotria betamponensis (Bremek.) A.P.Davis & Govaerts - Psychotria beyrichiana Müll.Arg. - Psychotria bhargavae M.Gangop. & Chakrab. - Psychotria bialata C.Wright ex Griseb. - Psychotria biaristata Bartl. ex DC. - Psychotria biaurita (Hutch. & Dalziel) Verdc. - Psychotria bidentata (Benth.) Hiern - Psychotria bifaria Hiern - Psychotria bimbiensis Bridson & Cheek - Psychotria birchiana King & Gamble - Psychotria birotula L.B.Sm. & Downs - Psychotria bisulcata Wight & Arn. - Psychotria blakei Standl. & Steyerm. - Psychotria blepharophora (Standl.) Steyerm. - Psychotria bodenii Wernham - Psychotria boenyana (Bremek.) A.P.Davis & Govaerts - Psychotria bogotensis Standl. - Psychotria boholensis Merr. ex Sohmer & A.P.Davis - Psychotria boivinii Bremek. - Psychotria bolivarensis (Standl. & Steyerm.) Steyerm. - Psychotria boloboensis Valeton - Psychotria bonii Pit. - Psychotria boninensis Nakai - Psychotria bontocensis Merr. - Psychotria boqueronensis Wernham - Psychotria boquetensis Dwyer - Psychotria boraginoides (Dwyer) C.M.Taylor - Psychotria borjensis Kunth - Psychotria bostrychothyrsus Sandwith - Psychotria botryocephala (Standl.) Steyerm. - Psychotria bourailensis Guillaumin - Psychotria boyanii Steyerm. - Psychotria brachiata Sw. - Psychotria brachyandra Müll.Arg. - Psychotria brachyantha Hiern - Psychotria brachyanthema Standl. - Psychotria brachyanthoides De Wild. - Psychotria brachyblastus A.P.Davis & Govaerts - Psychotria brachyceras Müll.Arg. - Psychotria brachygyne Müll.Arg. - Psychotria brachylaena (Baill.) Guillaumin - Psychotria brachypoda (Müll.Arg.) Britton - Psychotria brachythrix A.C.Sm. - Psychotria brackenridgei A.Gray - Psychotria bracteocardia (DC.) Müll.Arg. - Psychotria bradei Standl. - Psychotria brandneriana (L.Linden) Robbr. - Psychotria brassii Hiern - Psychotria brazaoi Steyerm. - Psychotria bremekampiana Steyerm. - Psychotria brevicalyx Fosberg - Psychotria brevicaulis K.Schum. - Psychotria brevicollis Müll.Arg. - Psychotria breviflora (Schltdl.) Müll.Arg. - Psychotria brevinodes Urb. - Psychotria brevipaniculata De Wild. - Psychotria brevipedunculata Müll.Arg. - Psychotria brevipes DC. - Psychotria brevipuberula E.M.A.Petit - Psychotria brevistipula Urb. - Psychotria bridsoniae A.P.Davis & Govaerts - Psychotria brieyi De Wild. - Psychotria bristolii Whistler - Psychotria broweri Seem. - Psychotria brucei Verdc. - Psychotria brunnea Schweinf. ex Hiern - Psychotria brunnescens Craib - Psychotria bryonicola Proctor - Psychotria buchii Urb. - Psychotria buchtienii (H.J.P.Winkl.) Standl. - Psychotria bugoyensis K.Krause - Psychotria bukaensis De Wild. - Psychotria bulilimontis W.N.Takeuchi - Psychotria bullata Seem. - Psychotria bullulata Bremek. - Psychotria buntingii Steyerm. - Psychotria burgeri C.M.Taylor - Psychotria burkillii Deb & M.G.Gangop. - Psychotria burmanica Deb & M.G.Gangop. - Psychotria butayei De Wild. - Psychotria butibumensis Sohmer - Psychotria byrsonimifolia Acuña & Roíg - Psychotria cabuyarensis Wernham - Psychotria cadigensis Merr. - Psychotria cagayanensis Merr. - Psychotria cairoana Standl. ex Steyerm. - Psychotria cajambrensis Standl. ex Steyerm. - Psychotria calceata E.M.A.Petit - Psychotria calciphila Steyerm. - Psychotria calderi Deb & M.G.Gangop. - Psychotria callensii E.M.A.Petit - Psychotria calliantha (Baill.) Guillaumin - Psychotria callithrix (Miq.) Steyerm. - Psychotria calocardia Standl. - Psychotria calocarpa Kurz: Sie ist im Himalaya von Indien, Bangladesch, Bhutan, Nepal, Myanmar, Thailand, Vietnam, bis Tibet, Yunnan und Malaysia verbreitet. Sie wird als Heilpflanze verwendet. - Psychotria calochlamys Standl. - Psychotria calophylla Standl. - Psychotria calopogon L.O.Williams - Psychotria calorhamnus (Baill.) Ruhsam - Psychotria calothyris (Bremek.) A.P.Davis & Govaerts - Psychotria calothyrsa (Baill.) Guillaumin - Psychotria calycosa A.Gray - Psychotria cambodiana Pierre ex Pit. - Psychotria camerunensis E.M.A.Petit - Psychotria camptodroma Merr. & L.M.Perry - Psychotria camptopus Verdc. - Psychotria campyloneura Müll.Arg. - Psychotria campyloneuroides (Standl.) C.M.Taylor - Psychotria campylopoda Standl. - Psychotria canalensis (Baill.) Guillaumin - Psychotria canarensis Talbot - Psychotria candelabrum Standl. - Psychotria canescens Steyerm. - Psychotria cantleyi Ridl. - Psychotria capensis (Eckl.) Vatke - Psychotria capillacea (Müll.Arg.) Standl. - Psychotria capitata Ruiz & Pav. - Psychotria capitulifera Merr. & L.M.Perry - Psychotria capizensis Merr. - Psychotria capuronii A.P.Davis & Govaerts - Psychotria caquetensis Steyerm. - Psychotria cardenasii Standl. - Psychotria cardiochlamys (Baill.) Schltr. - Psychotria cardiomorpha C.M.Taylor & A.Pool - Psychotria cardiophylla Merr. - Psychotria carnea (G.Forst.) A.C.Sm. - Psychotria carnosocarpa Dwyer & M.V.Hayden - Psychotria carronis C.Moore & F.Muell. - Psychotria carstensensis Wernham - Psychotria carthagenensis Jacq. - Psychotria cascajalensis C.W.Ham. - Psychotria casiguraensis Sohmer & A.P.Davis - Psychotria casiquiaria Müll.Arg. - Psychotria castaneifolia E.M.A.Petit - Psychotria castaneopila Merr. - Psychotria castellana Müll.Arg. - Psychotria castroi Merr. & Quisumb. ex Sohmer & A.P.Davis - Psychotria catanduaniensis Sohmer & A.P.Davis - Psychotria catetensis (Hiern) E.M.A.Petit - Psychotria cathetoneura Urb. - Psychotria caudata M.Gomes - Psychotria cauligera C.M.Taylor - Psychotria celebica Miq. - Psychotria celiae Steyerm. - Psychotria cenepensis C.M.Taylor - Psychotria cephalidantha K.Schum. - Psychotria cephaloides A.P.Davis & Govaerts - Psychotria cephalophora Merr.: Sie kommt auf den Philippinen und auf der taiwanesischen Insel Lan Yu vor. - Psychotria ceratalabastron K.Schum. - Psychotria ceratantha Standl. - Psychotria cernua Nadeaud - Psychotria ceronii C.M.Taylor - Psychotria cerrocoloradensis Dwyer ex C.M.Taylor - Psychotria cerronis Steyerm. - Psychotria chagrensis Standl. - Psychotria chalconeura (K.Schum.) E.M.A.Petit - Psychotria chamelaensis C.M.Taylor & Dominguez-Lic. - Psychotria chaponiana Standl. - Psychotria chartacea Craib - Psychotria chasaliifolia Pit. - Psychotria chaunantha K.Schum. & Lauterb. - Psychotria cheathamiana Fosberg - Psychotria chimboracensis Standl. - Psychotria chiriquiensis (Standl.) C.M.Taylor - Psychotria chiriquina Standl. - Psychotria chitariana Dwyer & C.W.Ham. - Psychotria chlorobotrya Standl. - Psychotria chlorocalyx K.Schum. - Psychotria chlorophylla Müll.Arg. - Psychotria chocoana C.M.Taylor - Psychotria chonantha (Gilli) Sohmer - Psychotria chondrophylla (Miq.) Boerl. - Psychotria choriophylla Standl. - Psychotria christarusselliae Sohmer & A.P.Davis - Psychotria christii Urb. - Psychotria christophersenii Whistler - Psychotria chrysantha Merr. & L.M.Perry - Psychotria chrysanthoides Sohmer - Psychotria chrysocarpa Merr. & L.M.Perry - Psychotria chrysoclada K.Schum. - Psychotria ciliolata Schltdl. - Psychotria cinerea De Wild. - Psychotria clarendonensis Urb. - Psychotria clavipes Müll.Arg. - Psychotria clementis Britton & P.Wilson - Psychotria clivorum Standl. & Steyerm. - Psychotria closterocarpa A.Gray - Psychotria clusioides Proctor - Psychotria cocosensis C.W.Ham. - Psychotria coelocalyx Urb. - Psychotria coeloneura Urb. - Psychotria coelospermum F.M.Bailey - Psychotria collina Labill. - Psychotria colnettiana Guillaumin - Psychotria colorata (Willd. ex Schult.) Müll.Arg. - Psychotria comorensis Bremek. - Psychotria comperei E.M.A.Petit - Psychotria compta Standl. - Psychotria comptonii S.Moore - Psychotria concinna Oliv. - Psychotria concolor Benth. & Oerst. - Psychotria condensa King & Gamble - Psychotria condensata Valeton - Psychotria condorensis Pierre ex Pit. - Psychotria conephoroides (Rusby) C.M.Taylor - Psychotria confertiloba A.C.Sm. - Psychotria congesta Spreng. ex DC. - Psychotria conglobata Valeton - Psychotria conglobatioides Sohmer - Psychotria conglomeratiflora Sohmer & A.P.Davis - Psychotria conjugens Müll.Arg. - Psychotria connata Wall. - Psychotria conocarpa Bremek. - Psychotria consanguinea Müll.Arg. - Psychotria contracta Müll.Arg. - Psychotria convergens C.M.Taylor - Psychotria cookei J.W.Moore - Psychotria cooperi Standl. - Psychotria coptosperma (Baill.) Guillaumin - Psychotria cordata A.Gray - Psychotria cordatula Merr. - Psychotria cordobensis C.M.Taylor - Psychotria cornejoi C.M.Taylor - Psychotria cornifer Wernham - Psychotria cornigera Benth. - Psychotria correae (Dwyer & M.V.Hayden) C.M.Taylor - Psychotria corymbosa Sw. - Psychotria costata (Rusby) Standl. - Psychotria costatovenosa Schltdl. - Psychotria costivenia Griseb. - Psychotria costularia (Baill.) Standl. & Steyerm. - Psychotria cotejensis (Standl.) J.H.Kirkbr. - Psychotria coursii Bremek. - Psychotria coussareoides Standl. - Psychotria crassicalyx K.Krause - Psychotria crassiflora Fosberg - Psychotria crassifolia Miq. - Psychotria crassipedunculata Sohmer - Psychotria crassipetala E.M.A.Petit - Psychotria crassiramula Sohmer - Psychotria crebrinervia Valeton - Psychotria crispipila Merr. - Psychotria cristalensis Urb. - Psychotria croatii (Dwyer) C.M.Taylor - Psychotria croceovenosa Dwyer - Psychotria crocochlamys Sandwith - Psychotria croftiana Sohmer - Psychotria cryptogrammata E.M.A.Petit - Psychotria cuatrecasasii (Standl. & Steyerm.) C.M.Taylor - Psychotria cuernosensis Elmer - Psychotria cumanensis Humb. & Bonpl. ex Schult. - Psychotria cuneata Elmer - Psychotria cuneifolia DC. - Psychotria cuprea Ridl. - Psychotria cupularis (Müll.Arg.) Standl. - Psychotria cupulata Valeton - Psychotria cuspidata Bredem. ex Schult. - Psychotria cuspidella Miq. - Psychotria cuspidulata (K.Krause) Standl. - Psychotria cutucuana C.M.Taylor - Psychotria cyanococca Seem. ex Dombrain - Psychotria cyanopharynx K.Schum. - Psychotria cyathicalyx E.M.A.Petit - Psychotria cyclophylla Urb. - Psychotria cylindrostipula Merr. - Psychotria cypellantha Steyerm. - Psychotria daguensis Standl. - Psychotria dallachiana Benth. - Psychotria dalzellii Hook. f. - Psychotria damasiana Sohmer - Psychotria damnatorum Guillaumin - Psychotria daphnoides A.Cunn. ex Hook. - Psychotria darwiniana Cheek - Psychotria dasyophthalma Griseb. - Psychotria davidsei Dwyer - Psychotria debilis Müll.Arg. - Psychotria decaryi Bremek. - Psychotria declieuxioides S.Moore - Psychotria decolor Drake ex Bremek. - Psychotria decora Standl. - Psychotria decorifolia S.Moore - Psychotria decumbens (Bremek.) A.P.Davis & Govaerts - Psychotria deflexa DC. - Psychotria defretesiana (W.N.Takeuchi) W.N.Takeuchi - Psychotria deneversii C.M.Taylor - Psychotria densa W.C.Chen: Sie gedeiht in Wäldern auf Bergen in Höhenlagen von 1200 bis 1700 Metern nur im autonomen Kreis Hekou sowie in Pingbian in Yunnan. - Psychotria densicostata Müll.Arg. - Psychotria densifolia Stapf - Psychotria densinervia (K.Krause) Verdc. - Psychotria densivenosa Müll.Arg. - Psychotria denticulata Wall. - Psychotria deplanchei (Beauvis.) Guillaumin - Psychotria dermatophylla (K.Schum.) E.M.A.Petit - Psychotria deverdiana Guillaumin - Psychotria dichroa (Standl.) C.M.Taylor - Psychotria diegoae Borhidi - Psychotria dieniensis Merr. & L.M.Perry - Psychotria diffusa Merr. - Psychotria diffusiflora A.C.Sm. - Psychotria dimorphophylla K.Schum. - Psychotria dingalanensis Sohmer & A.P.Davis - Psychotria diospyrifolia Kaneh. - Psychotria diplococca Lauterb. & K.Schum. - Psychotria diploneura (K.Schum.) Bridson & Verdc. - Psychotria dipteropodioides Sohmer - Psychotria direpta Wernham - Psychotria distichodoma (Bremek.) A.P.Davis & Govaerts - Psychotria distinctinervia A.P.Davis & Govaerts - Psychotria divergens Blume - Psychotria diversinodula (Verdc.) Verdc. - Psychotria dives (Standl.) C.M.Taylor - Psychotria djumaensis De Wild. - Psychotria dodoensis K.Krause - Psychotria dolichantha Urb. - Psychotria dolichocalyx Urb. & Ekman - Psychotria dolichosepala Merr. & L.M.Perry - Psychotria dolphiniana Urb. - Psychotria domatiata C.D.Adams - Psychotria dorotheae Wernham - Psychotria dressleri (Dwyer) C.W.Ham. - Psychotria dubia (Wight) Alston - Psychotria duckei Standl. - Psychotria dudleyi Steyerm. - Psychotria duidana Standl. - Psychotria dunstervilleorum Steyerm. - Psychotria dura Griseb. - Psychotria duricoria Standl. & Steyerm. - Psychotria dwyeri C.W.Ham. - Psychotria ealaensis De Wild. - Psychotria earlei Urb. - Psychotria ebensis K.Schum. - Psychotria ebracteata Urb. - Psychotria eciliata Steyerm. - Psychotria ectasiphylla K.Schum. & Lauterb. - Psychotria edentata A.C.Sm. - Psychotria educta Standl. - Psychotria egensis Müll.Arg. - Psychotria eggersii Standl. - Psychotria ekmanii Urb. - Psychotria elachistantha (K.Schum.) E.M.A.Petit - Psychotria elata (Sw.) Hammel - Psychotria elegans Ridl. - Psychotria elliotii Bremek. - Psychotria ellipsoidea Craib - Psychotria elliptica (Kunth) Humb. & Bonpl. ex Schult. - Psychotria elliptifolia Elmer - Psychotria elliptilimba Merr. - Psychotria elmeri Merr. - Psychotria elmeriana Hochr. - Psychotria elongatosepala (De Wild.) E.M.A.Petit - Psychotria embirensis Steyerm. - Psychotria eminiana (Kuntze) E.M.A.Petit - Psychotria enanilihensis Bremek. - Psychotria erectiloba Guillaumin - Psychotria ernestii K.Krause - Psychotria erratica Hook. f.Sie ist im Himalaya von Indien, Bhutan und Nepal bis Mêdog in Tibet sowie Yunnan verbreitet. - Psychotria erythrocarpa Schltdl. - Psychotria erythrocephala (K.Schum. & K.Krause) Standl. - Psychotria erythropus K.Schum. - Psychotria esmeraldana C.M.Taylor - Psychotria euaensis M.Hotta - Psychotria eumorphanthus Fosberg - Psychotria euneura Miq. - Psychotria evansensis A.C.Sm. - Psychotria evenia C.Wright ex Griseb. - Psychotria everardii Wernham - Psychotria evrardiana E.M.A.Petit - Psychotria exannulata Müll.Arg. - Psychotria exellii R.Alves, Figueiredo & A.P.Davis - Psychotria exigua (F.M.Bailey) Domin - Psychotria exilis A.C.Sm. - Psychotria expansa Blume - Psychotria expansissima K.Schum. - Psychotria exsculpta S.Moore - Psychotria extensa Miq. - Psychotria faguetii (Baill.) Schltr. - Psychotria falcata Rusby - Psychotria fanshawei (Standl.) Steyerm. - Psychotria farameoides Bremek. - Psychotria faucicola K.Schum. - Psychotria fauriei (H.Lév.) Fosberg - Psychotria febrifuga Poepp. - Psychotria felsspitziensis Valeton - Psychotria fendleri Standl. - Psychotria fenicis Merr. - Psychotria ferdinandi-muelleri Guillaumin - Psychotria fernandopoensis E.M.A.Petit - Psychotria fertitensis Schweinf. ex Verdc. - Psychotria filipes A.Gray - Psychotria fimbriatifolia R.D.Good - Psychotria fimbricalyx (Miq.) Boerl. - Psychotria fimbriflora Steyerm. - Psychotria fissistipula Müll.Arg. - Psychotria fitzalanii Benth. - Psychotria flava Oerst. ex Standl. - Psychotria flavens Standl. - Psychotria flavida Talbot - Psychotria flaviflora (K.Krause) C.M.Taylor - Psychotria flaviramula Sohmer - Psychotria flaviventer Wernham - Psychotria fleuryana E.M.A.Petit - Psychotria fleuryi Pit. - Psychotria florencei Lorence & W.L.Wagner - Psychotria floribunda Kunth - Psychotria fluminensis Vell. - Psychotria fluviatilis Chun ex W.C.Chen: Sie gedeiht in Wäldern entlang von Flusstälern in Höhenlagen von 500 bis 1000 Metern in den chinesischen Provinzen Guangdong sowie Guangxi. - Psychotria foetens Sw. - Psychotria foetida Griseb. - Psychotria foliosa Hiern - Psychotria foremanii Sohmer - Psychotria formosa Cham. & Schltdl. - Psychotria formosissima Steyerm. - Psychotria forsteriana A.Gray - Psychotria fortuita Standl. - Psychotria fosbergii Steyerm. - Psychotria fosteri C.W.Ham. - Psychotria foxworthyi Sohmer & A.P.Davis - Psychotria fractinervata E.M.A.Petit - Psychotria fractistipula L.B.Sm., R.M.Klein & Delprete - Psychotria fragrans (Gillespie) Fosberg - Psychotria frakei Sohmer & A.P.Davis - Psychotria franchetiana (Drake) Drake - Psychotria franquevilleana Müll.Arg. - Psychotria fraseri Ridl. - Psychotria fraterna Müll.Arg. - Psychotria friburgensis Standl. - Psychotria frodinii Sohmer - Psychotria frondosa S.Moore - Psychotria fuertesii Urb. - Psychotria fulvoidea King & Gamble - Psychotria furcans Fosberg - Psychotria furcata DC. - Psychotria fuscescens Craib - Psychotria fuscopilosa Schltr. - Psychotria fusiformis C.M.Taylor - Psychotria gabonica Hiern - Psychotria gaboonensis Ruhsam - Psychotria gabrieliae (Baill.) Guillaumin - Psychotria gabrielis Müll.Arg. - Psychotria gagneorum Lorence & W.L.Wagner - Psychotria gaitalensis C.M.Taylor - Psychotria galeottiana (M.Martens) C.M.Taylor & Lorence - Psychotria galintanensis Sohmer & A.P.Davis - Psychotria gallerana Standl. - Psychotria galorei Sohmer - Psychotria garberiana Christoph. - Psychotria garciae Standl. - Psychotria gardneri Hook. f. - Psychotria gawadacephaelis Wernham - Psychotria geminodens K.Schum. - Psychotria gendarussifolia Blume - Psychotria gentryi (Dwyer) C.M.Taylor - Psychotria geophylax Cheek & Sonké - Psychotria geronensis Urb. - Psychotria gibbsiae S.Moore - Psychotria gigantopus K.Schum. - Psychotria gillespieana A.C.Sm. - Psychotria gilletii De Wild. - Psychotria giluwensis Sohmer - Psychotria gitingensis Elmer - Psychotria gjellerupii A.P.Davis - Psychotria glabra (Turrill) Fosberg - Psychotria glabrata Sw. - Psychotria glandulicalyx Steyerm. - Psychotria glandulifera Thwaites ex Hook. f. - Psychotria glandulosa (Dennst.) Suresh - Psychotria glaucifolia A.P.Davis & Govaerts - Psychotria glaziovii Müll.Arg. - Psychotria globicephala Gamble - Psychotria globiceps K.Schum. - Psychotria globosa Hiern - Psychotria glomerulata (Donn.Sm.) Steyerm. - Psychotria gneissica S.Moore - Psychotria goetzei (K.Schum.) E.M.A.Petit - Psychotria goldmanii Standl. - Psychotria goniocarpa (Baill.) Guillaumin - Psychotria gonzalagunioides J.H.Kirkbr. - Psychotria goodenoughiensis Sohmer - Psychotria goodii Figueiredo - Psychotria gossweileri E.M.A.Petit - Psychotria goyazensis Müll.Arg. - Psychotria gracilenta Müll.Arg. - Psychotria gracilior A.C.Sm. - Psychotria gracilipes Merr. - Psychotria graminifolia Urb. - Psychotria grandiflora H.Mann - Psychotria grandis Sw. - Psychotria grandistipula Merr. - Psychotria grandistipulata (Lauterb.) Whistler - Psychotria grantii Fosberg - Psychotria granulata Urb. & Ekman - Psychotria granvillei Steyerm. - Psychotria grayana K.Schum. - Psychotria greeneana Urb. - Psychotria greenwelliae Fosberg - Psychotria griffithii Hook. f. - Psychotria griseifolia S.Moore - Psychotria griseola K.Schum. - Psychotria grumilia (Kuntze) E.M.A.Petit - Psychotria guanchezii Steyerm. - Psychotria guapilensis (Standl.) Hammel - Psychotria guaremalensis Standl. - Psychotria guerkeana K.Schum. - Psychotria guineensis E.M.A.Petit - Psychotria gundlachii Urb. - Psychotria gyrulosa Stapf - Psychotria hainanensis H.L.Li: Sie gedeiht in Wäldern entlang von Flusstälern in Höhenlagen von 600 bis 1200 Metern nur in der chinesischen Provinz Hainan. - Psychotria haitiensis Urb. - Psychotria halophiloides Wernham - Psychotria hamata De Wild. - Psychotria hamiltoniana C.M.Taylor - Psychotria hammelii Dwyer - Psychotria hanoverensis Proctor - Psychotria haplantha Bremek. - Psychotria harmandii Pit. - Psychotria hastisepala Müll.Arg. - Psychotria hathewayi Fosberg - Psychotria haumugaensis Sohmer - Psychotria hawaiiensis (A.Gray) Fosberg - Psychotria hazenii Standl. - Psychotria hebecarpa Merr. & L.M.Perry - Psychotria hebeclada DC. - Psychotria hebecladoides Griseb. - Psychotria hedyotifolia Merr. - Psychotria helferiana Kurz - Psychotria hellwigiensis Valeton ex Sohmer - Psychotria hemicephaelis Wernham - Psychotria hemsleyi Verdc. - Psychotria hendersoniana Craib - Psychotria henryana Murugan & Gopalan - Psychotria henryi H.Lév.: Sie kommt in Yunnan und Vietnam vor. - Psychotria hentyi ohmer - Psychotria herrerana C.M.Taylor - Psychotria herzogii S.Moore - Psychotria heterocephala Müll.Arg. - Psychotria heterochroa Urb. - Psychotria heteromorpha Korth. - Psychotria heteroneura Steyerm. - Psychotria heterophylla Merr. & L.M.Perry - Psychotria heterosticta E.M.A.Petit - Psychotria hexandra H.Mann - Psychotria hidalgensis Borhidi - Psychotria hierniana Exell - Psychotria hilonghilongensis Sohmer & A.P.Davis - Psychotria himanthophylla Bremek. - Psychotria hirsuta Sw. - Psychotria hirsuticalyx (R.D.Good) Figueiredo - Psychotria hirtinervia Wawra - Psychotria hispidula Standl. ex Steyerm. - Psychotria hivaoana Fosberg - Psychotria hobdyi Sohmer - Psychotria hoffmannseggiana (Willd. ex Schult.) Müll.Arg. - Psychotria hollandiae Valeton - Psychotria holoxantha Urb. & Ekman - Psychotria holtonii Standl. - Psychotria holtzii (K.Schum.) E.M.A.Petit - Psychotria homalosperma A.Gray - Psychotria hombroniana (Baill.) Fosberg - Psychotria homolleae Bremek. - Psychotria horizontalis Sw. - Psychotria hornitensis Dwyer & C.W.Ham. - Psychotria horsfieldiana Miq. - Psychotria hosokawae Fosberg - Psychotria hospitalis Standl. - Psychotria howcroftii W.N.Takeuchi - Psychotria huampamiensis C.M.Taylor - Psychotria huantensis Standl. - Psychotria humbertii Bremek. - Psychotria humblotii (Bremek.) A.P.Davis & Govaerts - Psychotria humboldtiana (Cham.) Müll.Arg. - Psychotria humilis Hiern - Psychotria hunteri (Horne ex Baker) A.C.Sm. - Psychotria hyalina Steyerm. - Psychotria hylocharis Standl. - Psychotria hypargyraea A.Gray - Psychotria hypochlorina C.M.Taylor - Psychotria hypoleuca K.Schum. - Psychotria hyptoides Benth. - Psychotria ianthina Guillaumin - Psychotria ibitipocae Standl. - Psychotria ignea Müll.Arg. - Psychotria ihuensis Merr. & L.M.Perry - Psychotria ilendensis K.Krause - Psychotria ilocana (Merr.) Merr. - Psychotria imerinensis (Bremek.) A.P.Davis & Govaerts - Psychotria impercepta A.C.Sm. & S.P.Darwin - Psychotria impressinervia Merr. - Psychotria imthurniana Oliv. - Psychotria imthurnii Turrill - Psychotria inaequalis King & Gamble - Psychotria inaequifolia Müll.Arg. - Psychotria incompta A.C.Sm. - Psychotria inconspicua Merr. & L.M.Perry - Psychotria induta Craib - Psychotria infundibularis Hiern - Psychotria infundibulifera Setch. - Psychotria ingentifolia E.M.A.Petit - Psychotria insignis Standl. - Psychotria insolens Standl. - Psychotria insueta (Dwyer) C.W.Ham. - Psychotria insularum A.Gray - Psychotria integristipulata A.P.Davis & Govaerts - Psychotria intermedia Gardner - Psychotria interstans Domin - Psychotria intrudens Miq. - Psychotria iodotricha Müll.Arg. - Psychotria iridensis Sohmer & A.P.Davis - Psychotria iringensis Verdc. - Psychotria irosinensis Elmer - Psychotria irwinii Steyerm. - Psychotria isalensis (Bremek.) A.P.Davis & Govaerts - Psychotria iteophylla Stapf - Psychotria ituriensis De Wild. ex E.Petit - Psychotria ivakoanyensis Bremek. - Psychotria iwahigensis Elmer - Psychotria ixoroides Bartl. ex DC. - Psychotria izabalensis L.O.Williams - Psychotria jambosioides Schltdl. - Psychotria jamesoniana Standl. - Psychotria japurensis Müll.Arg. - Psychotria jasminoides Standl. - Psychotria jauaensis Steyerm. - Psychotria jefensis Dwyer ex C.M.Taylor - Psychotria jervisei (Standl.) C.M.Taylor - Psychotria jimenezii Standl. - Psychotria jinotegensis C.Nelson & al. - Psychotria johnsii Sohmer - Psychotria johnsonii Hook. f. - Psychotria juarezana C.M.Taylor & Lorence - Psychotria juddii Christoph. - Psychotria jugalis A.C.Sm. - Psychotria juninensis Standl. - Psychotria kaduana (Cham. & Schltdl.) Fosberg - Psychotria kahuziensis E.M.A.Petit - Psychotria kaieteurensis Sandwith - Psychotria kairoana Sohmer - Psychotria kajewskii Merr. & L.M.Perry - Psychotria kamialii W.N.Takeuchi - Psychotria kaniensis Valeton - Psychotria kaoensis A.C.Sm. - Psychotria karemaensis Sohmer - Psychotria katikii Sohmer - Psychotria kelelensis Valeton - Psychotria keralensis Deb & M.G.Gangop. - Psychotria kerrii Govaerts - Psychotria keyensis Warb. - Psychotria kikwitensis De Wild. - Psychotria kilimandscharica K.Schum. ex Engl. - Psychotria killipii Standl. - Psychotria kimuenzae De Wild. - Psychotria kirkii Hiern - Psychotria kitsonii Hutch. & Dalziel - Psychotria klainei Schnell - Psychotria klossii Craib - Psychotria klugii Standl. - Psychotria kochii Valeton - Psychotria konguensis Hiern - Psychotria koniamboensis Guillaumin - Psychotria koroiveibaui A.C.Sm. - Psychotria korthalsiana Miq. - Psychotria kratensis Craib - Psychotria krukovii Standl. - Psychotria kuhlmannii Standl. - Psychotria kumbangii Ruhsam - Psychotria kunstleri King & Gamble - Psychotria kupensis Cheek - Psychotria kuruvolii A.C.Sm. - Psychotria kurzii Deb & M.G.Gangop. - Psychotria kwewonii Jongkind - Psychotria laciniata Vell. - Psychotria lagunensis (Merr.) Merr. - Psychotria lamarinensis C.W.Ham. - Psychotria lanaensis (Merr.) Merr. - Psychotria lanceifolia K.Schum. - Psychotria lanceolaria Ridl. - Psychotria lancilimba Merr. - Psychotria langbianensis Wernham - Psychotria laselvensis C.W.Ham. - Psychotria lasiantha Schltr. & K.Krause - Psychotria lasianthifolia Valeton - Psychotria lasianthoides Valeton - Psychotria lasiocephala Ridl. - Psychotria lasiophthalma Griseb. - Psychotria lasiopus Müll.Arg. - Psychotria lasiostylis Müll.Arg. - Psychotria latistipula Benth. - Psychotria laui Merr. & F.P.Metcalf: Sie kommt in Vietnam und in Hainan nur im autonomen Kreis Changjiang sowie in Dongfang vor. - Psychotria lauracea (K.Schum.) E.M.A.Petit - Psychotria laurentii De Wild. - Psychotria lavanchiei Bremek. - Psychotria lawrancei Standl. - Psychotria laxiflora Blume - Psychotria laxissima S.Moore - Psychotria le-ratii Guillaumin - Psychotria lebrunii Cheek - Psychotria lecomtei Pit. - Psychotria ledermannii (K.Krause) Figueiredo - Psychotria leiantha Steyerm. - Psychotria leilae A.P.Davis & Govaerts - Psychotria leiocarpa Cham. & Schltdl. - Psychotria leiophloea Merr. & L.M.Perry - Psychotria leiophylla Merr. & L.M.Perry - Psychotria leitana C.M.Taylor - Psychotria leleana Sohmer - Psychotria leleanoides Sohmer - Psychotria lenormandii Schltr. - Psychotria leonardiana E.M.A.Petit - Psychotria leonardii Merr. & L.M.Perry - Psychotria leonis Britton & P.Wilson - Psychotria lepida Standl. - Psychotria lepidocalyx S.Moore - Psychotria lepidocarpa Korth. - Psychotria leptantha A.C.Sm. - Psychotria leptophylla Hiern - Psychotria leptothyrsa Miq. - Psychotria letouzeyi E.M.A.Petit - Psychotria leucantha Schltr. & K.Krause - Psychotria leucocalyx A.C.Sm. - Psychotria leucocarpa Blume - Psychotria leucocentron K.Schum. - Psychotria leucococca K.Schum. & Lauterb. - Psychotria leucopoda E.M.A.Petit - Psychotria levis (Standl.) C.M.Taylor - Psychotria levuensis Gillespie - Psychotria lianoides Elmer - Psychotria liberica Hepper - Psychotria liesneri Dwyer - Psychotria ligustrifolia (Northr.) Millsp. - Psychotria limba Scott-Elliot - Psychotria limitanea Standl. - Psychotria limonensis K.Krause - Psychotria lindenii Standl. - Psychotria linderi Hepper - Psychotria lindleyana Müll.Arg. - Psychotria linearifolia Bremek. - Psychotria linearis Bartl. ex DC. - Psychotria linearisepala E.M.A.Petit - Psychotria lineolata Craib - Psychotria liogieri Steyerm. - Psychotria loefgrenii Standl. - Psychotria loheri Elmer - Psychotria lokohensis Bremek. - Psychotria lolokiensis S.Moore - Psychotria longicauda Valeton - Psychotria longicuspis Müll.Arg. - Psychotria longipaniculata Sohmer - Psychotria longipedicellata Elmer - Psychotria longipedunculata (Gardner) Müll.Arg. - Psychotria longipetiolata Thwaites - Psychotria longirostrata Valeton - Psychotria longirostris (Rusby) Standl. - Psychotria longissima Quisumb. & Merr. - Psychotria longituba A.Chev. ex De Wild. - Psychotria loniceroides Sieber ex DC. - Psychotria lopezii Acuña & Roíg - Psychotria lorenciana C.M.Taylor - Psychotria lorentzii Valeton - Psychotria louisii E.M.A.Petit - Psychotria lourteigiana Steyerm. - Psychotria lovettii Borhidi & Verdc. - Psychotria lozadae Borhidi & Lorea-Hern. - Psychotria lubutuensis De Wild. - Psychotria lucens Hiern - Psychotria lucidifolia Standl. - Psychotria lucidula Baker - Psychotria lunanii Urb. - Psychotria lundellii Standl. - Psychotria lupulina Benth. - Psychotria lutea (Aubl.) Willd. - Psychotria luteola Merr. & L.M.Perry - Psychotria lutescens Craib - Psychotria luxurians Rusby - Psychotria luzoniensis (Cham. & Schltdl.) Fern.-Vill. - Psychotria lyciiflora (Baill.) Schltr. - Psychotria lycioides (Baill.) Guillaumin - Psychotria macbridei Standl. - Psychotria macgregorii Merr. - Psychotria macrocalyx A.Gray - Psychotria macrocarpa Hook. f. - Psychotria macrochlamys (Bremek.) A.P.Davis & Govaerts - Psychotria macroglossa (Baill.) Guillaumin - Psychotria macroserpens Fosberg - Psychotria madulidii Sohmer & A.P.Davis - Psychotria mafuluensis S.Moore - Psychotria magnasepala Sohmer - Psychotria magnifica (Gillespie) Fosberg - Psychotria magnifolia Merr. - Psychotria magnisepala Bremek. - Psychotria maguireorum Steyerm. - Psychotria mahonii C.H.Wright - Psychotria maingayi Hook. f. - Psychotria malacorrhax (Lauterb. & K.Schum.) Valeton - Psychotria malaloensis Merr. & L.M.Perry - Psychotria malaneoides Müll.Arg. - Psychotria malaspinae Merr. - Psychotria malayana Jack - Psychotria malchairii De Wild. - Psychotria maleolens Urb. - Psychotria maliensis Schnell - Psychotria malmei (Standl.) Zappi - Psychotria mamillaris Müll.Arg. - Psychotria manambolensis A.P.Davis & Govaerts - Psychotria manampanihensis (Bremek.) A.P.Davis & Govaerts - Psychotria manaraeana Steyerm. - Psychotria manausensis Steyerm. - Psychotria mandiocana Müll.Arg. - Psychotria mandrarensis (Bremek.) A.P.Davis & Govaerts - Psychotria mangenotii (Aké Assi) Verdc. - Psychotria mangorensis (Bremek.) A.P.Davis & Govaerts - Psychotria manillensis Bartl. ex DC.: Sie ist auf den Philippinen, auf der taiwanesischen Insel Lan Yu und auf den japanischen Ryūkyū-Inseln verbreitet. - Psychotria maningoryensis A.P.Davis & Govaerts - Psychotria manna Urb. - Psychotria mannii Hiern - Psychotria manongarivensis A.P.Davis & Govaerts - Psychotria mapiriensis Standl. - Psychotria mapourioides DC. - Psychotria marafungaensis Sohmer - Psychotria maranhana Müll.Arg. - Psychotria marauensis Fosberg & Florence - Psychotria marcgraviella Standl. - Psychotria marchionica Drake - Psychotria marginata Sw. - Psychotria mariana Bartl. ex DC. - Psychotria maricaensis Urb. - Psychotria mariguidonensis Sohmer & A.P.Davis - Psychotria mariniana (Cham. & Schltdl.) Fosberg - Psychotria marmeladensis Urb. - Psychotria maroensis (Bremek.) A.P.Davis & Govaerts - Psychotria marojejensis Bremek. - Psychotria martinetugei Cheek - Psychotria martiusii Müll.Arg. - Psychotria matagalpensis C.M.Taylor - Psychotria matambuaii W.N.Takeuchi - Psychotria mathewsii Standl. - Psychotria maturacensis Steyerm. - Psychotria mauiensis Fosberg - Psychotria mayana W.N.Takeuchi - Psychotria mazaruniensis Standl. - Psychotria medusula Müll.Arg. - Psychotria meeboldii Deb & M.G.Gangop. - Psychotria megacarpa Ridl. - Psychotria megacephala Steyerm. - Psychotria megacoma Miq. - Psychotria megalocalyx Müll.Arg. - Psychotria megalocarpa (Bremek.) A.P.Davis & Govaerts - Psychotria megalopus Verdc. - Psychotria megistantha E.M.A.Petit - Psychotria megistophylla Standl. - Psychotria mekongensis Pit. - Psychotria melaneoides Wernham - Psychotria melanocarpa Merr. & L.M.Perry - Psychotria melanotricha Müll.Arg. - Psychotria melintangensis Govaerts - Psychotria membranifolia Bartl. ex DC. - Psychotria menalohensis (Bremek.) A.P.Davis & Govaerts - Psychotria mendozii Sohmer & A.P.Davis - Psychotria meridensis Steyerm. - Psychotria merrilliana Sohmer - Psychotria merrillii Kaneh. - Psychotria merrittii Merr. - Psychotria merrittioides Sohmer & A.P.Davis - Psychotria mesentericarpa Baker - Psychotria mexiae Standl. - Psychotria miae A.P.Davis & Govaerts - Psychotria micheliae (J.-G.Adam) Jongkind & W.D.Hawth. - Psychotria micheliana J.-G.Adam - Psychotria micralabastra (Lauterb. & K.Schum.) Valeton - Psychotria micrantha Kunth - Psychotria microbotrys Ruiz ex Standl. - Psychotria microcarpa Müll.Arg. - Psychotria micrococca (Lauterb. & K.Schum.) Valeton - Psychotria microglossa (Baill.) Baill. ex Guillaumin - Psychotria microgrammata Bremek. - Psychotria micromyrtus (Baill.) Schltr. - Psychotria microthyrsa E.M.A.Petit - Psychotria milnei (A.Gray) K.Schum. - Psychotria mima Standl. - Psychotria minarum Standl. & Steyerm. - Psychotria mindanaensis Merr. - Psychotria mindoroensis Elmer - Psychotria mineirensis Wernham - Psychotria miniata Merr. & L.M.Perry - Psychotria minima R.D.Good - Psychotria minimicalyx K.Schum. - Psychotria minuta E.M.A.Petit - Psychotria minutiflora Müll.Arg. - Psychotria minutifoveolata Merr. - Psychotria miombicola Verdc. - Psychotria mirandae C.W.Ham. - Psychotria misolensis Valeton ex Sohmer - Psychotria molinarum Lorence - Psychotria moliwensis Bridson & Cheek - Psychotria molleri K.Schum. - Psychotria mollipes K.Krause - Psychotria monanthos (Baill.) Schltr. - Psychotria monensis Cheek & Séné - Psychotria moninensis (Hiern) E.M.A.Petit - Psychotria monocarpa Fosberg - Psychotria monopedicellata Sohmer - Psychotria mons-mi Ruhsam - Psychotria monsalveae C.M.Taylor - Psychotria montana Blume - Psychotria montensis Moore - Psychotria monteverdensis Dwyer & C.W.Ham. - Psychotria monticola Kurz - Psychotria montisgiluwensis A.P.Davis & Ruhsam - Psychotria montisstellaris (P.Royen) A.P.Davis & Ruhsam - Psychotria montivaga C.M.Taylor - Psychotria moonii Hook. f. - Psychotria morindiflora Wall. ex Hook. f. - Psychotria morindoides Hutch. Sie ist in Thailand, Laos und Yunnan verbreitet. - Psychotria morley-smithiae A.P.Davis & Govaerts - Psychotria mornicola Urb. - Psychotria morobensis Sohmer - Psychotria mortehanii De Wild. - Psychotria mortoniana Standl. - Psychotria moseskemei Cheek - Psychotria moyobambana Standl. - Psychotria muellerdomboisii W.N.Takeuchi - Psychotria muelleriana Wawra - Psychotria multicapitata King & Gamble - Psychotria multicostata Valeton - Psychotria multinervia Ridl. - Psychotria multipedunculata Sohmer - Psychotria multiplex Müll.Arg. - Psychotria mumfordiana F.Br. - Psychotria munda Standl. - Psychotria murmurensis Sohmer - Psychotria muschleriana K.Krause - Psychotria muscicola Valeton - Psychotria muscosa (Jacq.) Steyerm. - Psychotria mwinilungae Verdc. - Psychotria mycetoides Valeton - Psychotria myriantha Müll.Arg. - Psychotria myrmecophila K.Schum. & Lauterb. - Psychotria myrsinoides Merr. & L.M.Perry - Psychotria myrtiphyllum Sw. - Psychotria nacdado Guillaumin - Psychotria nagapatensis Merr. - Psychotria naguana Urb. - Psychotria namwingensis Govaerts - Psychotria nandarivatensis A.C.Sm. - Psychotria nanifrutex Sohmer - Psychotria nathaliae (Baill.) Guillaumin - Psychotria nautensis Standl. - Psychotria nebulosa K.Krause - Psychotria negrosensis Elmer - Psychotria neillii C.W.Ham. & Dwyer - Psychotria nekouana (Baill.) Guillaumin - Psychotria nematostachya Steyerm. - Psychotria nemorosa Gardner - Psychotria nervosa Sw. - Psychotria nesophila F.Muell. - Psychotria neurothricha DC. - Psychotria neurothrix Müll.Arg. - Psychotria ngollengollei Cheek - Psychotria nicobarica Kurz - Psychotria nieuwenhuizii Valeton - Psychotria nigerica Hepper - Psychotria nigra (Gaertn.) Alston - Psychotria nigropunctata Hiern - Psychotria nilgiriensis Deb & M.G.Gangop. - Psychotria nitens (Merr.) Merr. - Psychotria nivea (Sandwith) Steyerm. - Psychotria niveobarbata (Müll.Arg.) Britton - Psychotria njumei Cheek - Psychotria nodiflora O.Lachenaud & D.J.Harris - Psychotria norae Steyerm. - Psychotria nossibensis A.P.Davis & Govaerts - Psychotria novohiberiensis Sohmer - Psychotria noxia A.St.-Hil. - Psychotria nubica Delile - Psychotria nubicola G.Taylor - Psychotria nuda (Cham. & Schltdl.) Wawra - Psychotria nudiceps Standl. - Psychotria nudiflora Wight & Arn. - Psychotria nummularioides Guillaumin - Psychotria oaxacensis Borhidi & Salas-Mor. - Psychotria obconica Müll.Arg. - Psychotria obliquinervia Müll.Arg. - Psychotria oblita Wernham - Psychotria oblonga (DC.) Steyerm. - Psychotria obovalis A.Rich. - Psychotria obovatifolia De Wild. - Psychotria obscura Zoll. & Moritzi - Psychotria obscurinervia Merr. - Psychotria obtegens Müll.Arg. - Psychotria obtusifolia Lam. ex Poir. - Psychotria occidentalis Steyerm. - Psychotria ochroleuca Standl. - Psychotria octocuspis Müll.Arg. - Psychotria octosulcata Talbot - Psychotria odorata C.Wright ex Griseb. - Psychotria officinalis (Aubl.) Raeusch. ex Sandwith - Psychotria oinochrophylla (Standl.) C.M.Taylor - Psychotria oleandrella (Standl.) C.M.Taylor - Psychotria oleifolia (Kunth) Standl. - Psychotria oleoides (Baill.) Schltr. - Psychotria olgae Dwyer & M.V.Hayden - Psychotria oligocarpa K.Schum. - Psychotria oligoneura Pierre ex Pit. - Psychotria olivacea Valeton - Psychotria oliveri Lorence & W.L.Wagner - Psychotria olsenii Sohmer & A.P.Davis - Psychotria ombrophila (Schnell) Verdc. - Psychotria oncocarpa K.Schum. - Psychotria onivensis (Bremek.) A.P.Davis & Govaerts - Psychotria oocarpa Bremek. - Psychotria opaca Müll.Arg. - Psychotria opima Standl. - Psychotria oreadum S.Moore - Psychotria oreodoxa L.O.Williams - Psychotria oreophila Guillaumin - Psychotria oreotrephes (Bremek.) A.P.Davis & Govaerts - Psychotria oresbia Dwyer - Psychotria orgyalis Merr. & L.M.Perry - Psychotria orophila E.M.A.Petit - Psychotria orosiana Standl. - Psychotria orosioides C.M.Taylor - Psychotria osaensis C.M.Taylor - Psychotria osiana W.N.Takeuchi & Pipoly - Psychotria ossaeana Urb. - Psychotria ostreophora (Wernham) C.M.Taylor - Psychotria ottonis Standl. - Psychotria ouatilouensis Guillaumin - Psychotria oubatchensis Schltr. - Psychotria ovatistipula C.M.Taylor - Psychotria ovoidea Wall. ex Hook. f. - Psychotria owariensis (P.Beauv.) Hiern - Psychotria ownbeyi Standl. ex C.M.Taylor - Psychotria pachyantha A.C.Sm. - Psychotria pachygrammata Bremek. - Psychotria pachyphylla (King & Gamble) Ridl. - Psychotria pachythalla Urb. - Psychotria pacifica K.Schum. - Psychotria pacimonica Müll.Arg. - Psychotria pacorensis C.W.Ham. - Psychotria paeonia C.M.Taylor - Psychotria pakaraimensis Steyerm. - Psychotria palawanensis Elmer - Psychotria palimlimensis Sohmer & A.P.Davis - Psychotria pallens Gardner - Psychotria pallescens (Rusby) Standl. - Psychotria pallida Valeton - Psychotria pallidifolia Merr. - Psychotria paloensis Elmer - Psychotria paludicola Merr. & L.M.Perry - Psychotria paludosa Müll.Arg. - Psychotria palustris E.M.A.Petit - Psychotria panamensis Standl. - Psychotria panayensis Merr. - Psychotria pancheri (Baill.) Schltr. - Psychotria pandensis Standl. - Psychotria pandurata Verdc. - Psychotria paniculata (Aubl.) Raeusch. - Psychotria papantlensis (Oerst.) Hemsl. - Psychotria papillata (Merr.) Merr. - Psychotria papillosa Guillaumin - Psychotria papuana (Wernham) H.St.John - Psychotria paracalensis Sohmer & A.P.Davis - Psychotria paradichroa C.M.Taylor - Psychotria paradoxalis (Bremek.) A.P.Davis & Govaerts - Psychotria paramaracarpus (Baill.) Schltr. - Psychotria paravillosa C.M.Taylor - Psychotria parimensis Steyerm. - Psychotria parkeri Baker - Psychotria parvibractea Steyerm. - Psychotria parvifolia Benth. ex Oerst. - Psychotria parvistipulata E.M.A.Petit - Psychotria parvula A.Gray - Psychotria patens Sw. - Psychotria patentinervia Müll.Arg. - Psychotria patentivenia Miq. - Psychotria patulinervia Merr. & Quisumb. ex Sohmer & A.P.Davis - Psychotria pauciflora Bartl. ex DC. - Psychotria paucinervia Merr. - Psychotria paulina Standl. - Psychotria pavairiensis Sohmer - Psychotria pearcei Standl. - Psychotria pebasensis (Standl.) C.M.Taylor - Psychotria pectinata Steyerm. - Psychotria peduncularis (Salisb.) Steyerm. - Psychotria pedunculata Sw. - Psychotria peekeliana Valeton - Psychotria penangensis Hook. f. - Psychotria pendula Hook. f. - Psychotria penduliflora Ridl. - Psychotria pentaphtosa Müll.Arg. - Psychotria perbrevis K.Schum. - Psychotria perferruginea Steyerm. - Psychotria pergamena Korth. - Psychotria perijaensis Steyerm. - Psychotria pernitida Urb. - Psychotria perotensis Cast.-Campos - Psychotria perrieri Bremek. - Psychotria pervicax Standl. - Psychotria pervillei Baker - Psychotria peteri E.M.A.Petit - Psychotria petiginosa Brenan - Psychotria petiolosa Valeton - Psychotria petitii Verdc. - Psychotria phaeochlamys (Lauterb. & K.Schum.) Valeton - Psychotria phaeochlamysioides Sohmer - Psychotria phanerandra (Standl. & Steyerm.) C.M.Taylor & Lorence - Psychotria phaneroloma Standl. & Steyerm. - Psychotria phanerophlebia Merr. - Psychotria phaneroplexa Standl. - Psychotria philacra Dwyer - Psychotria philippensis Cham. & Schltdl. - Psychotria phyllanthoides Schltr. ex Guillaumin - Psychotria phyllocalymma Müll.Arg. - Psychotria phyllocalymmoides Müll.Arg. - Psychotria pichisensis Standl. - Psychotria pickeringii A.Gray - Psychotria pilifera Hutch.: Sie gedeiht in Wäldern in Schluchten in Höhenlagen von 1300 bis 1700 Metern nur in Yunnan. - Psychotria pilosa Ruiz & Pav. - Psychotria pilosella Elmer - Psychotria pilulifera King & Gamble - Psychotria pinetorum Urb. - Psychotria pininsularis Guillaumin - Psychotria pinnatinervia Elmer - Psychotria piolampra K.Schum. - Psychotria piperi Merr. - Psychotria piresii Steyerm. - Psychotria pisonioides Standl. - Psychotria pittosporifolia Fosberg - Psychotria plana Craib - Psychotria plantaginoidea E.M.A.Petit - Psychotria platycocca A.Gray - Psychotria platyneura Kurz - Psychotria platypoda DC. - Psychotria pleeana Urb. - Psychotria pleiocephala Müll.Arg. - Psychotria pleuropoda Donn.Sm. - Psychotria plicata Urb. - Psychotria plocamipes Wernham - Psychotria plumeriifolia Elmer - Psychotria plumieri Urb. - Psychotria pluriceps Standl. - Psychotria pluricostata (Standl.) C.M.Taylor - Psychotria plurivenia Thwaites - Psychotria plusiantha Standl. - Psychotria pocsii Borhidi & Verdc. - Psychotria podantha (Fosberg) A.C.Sm. - Psychotria podocarpa E.M.A.Petit - Psychotria poeppigiana Müll.Arg. - Psychotria poilanei Pit. - Psychotria poissoniana (Baill.) Guillaumin - Psychotria poliostemma Benth. - Psychotria polita Valeton - Psychotria polyantha DC. - Psychotria polycarpa (Miq.) Hook. f. - Psychotria polycephala Benth. - Psychotria polygrammata Bremek. - Psychotria polymorpha Greuter - Psychotria polyphylla Bremek. - Psychotria polytricha Miq. - Psychotria ponce-leonis Acuña & Roíg - Psychotria pongoana Standl. - Psychotria porphyroclada K.Schum. - Psychotria potamophila K.Schum. - Psychotria potanthera Wernham - Psychotria potaroensis (Sandwith) Steyerm. - Psychotria praecox Valeton ex Sohmer - Psychotria prainii H.Lév. - Psychotria prancei Steyerm. - Psychotria principensis G.Taylor - Psychotria prismoclavata (Fosberg) A.C.Sm. - Psychotria pritchardii Seem. - Psychotria prunifolia (Kunth) Steyerm. - Psychotria pseudinundata Wernham - Psychotria pseudocollina Hochr. - Psychotria pseudoixora Pit. - Psychotria pseudomaschalodesme W.N.Takeuchi - Psychotria pseudomicrodaphne Guillaumin - Psychotria pseudopavetta Bello - Psychotria pseudoplatyphylla E.M.A.Petit - Psychotria psittacina Steyerm. - Psychotria psychotriifolia (Seem.) Standl. - Psychotria psychotrioides (DC.) Roberty - Psychotria pteropus O.Lachenaud & D.J.Harris - Psychotria puberula C.Wright ex Griseb. - Psychotria puberulenta Steyerm. - Psychotria puberulina (Müll.Arg.) Standl. - Psychotria pubescens Sw. - Psychotria pubiflora (A.Gray) Fosberg - Psychotria pubilimba Quisumb. - Psychotria pubinoda Standl. ex Steyerm. - Psychotria pubituba S.Moore - Psychotria pueboensis Ruhsam - Psychotria pulchrebracteata Guillaumin - Psychotria pulgarensis Sohmer & A.P.Davis - Psychotria pullei Bremek. - Psychotria pulleniana Sohmer - Psychotria pumila Hiern - Psychotria pumiliocarpa Dwyer - Psychotria punctata Vatke - Psychotria pungens Steyerm. - Psychotria purariensis Sohmer - Psychotria purdiaei Urb. - Psychotria purpurea Merr. & L.M.Perry - Psychotria puyoana C.M.Taylor - Psychotria pygmaea Merr. - Psychotria pygmaeodendron K.Schum. - Psychotria pyramidalis Griseb. - Psychotria pyramidata Elmer - Psychotria pyrrotricha (Bremek.) A.P.Davis & Govaerts - Psychotria quadrangulata Dwyer - Psychotria quadribracteata Steyerm. - Psychotria quindiensis Standl. - Psychotria quinqueradiata Pol. - Psychotria quisumbingiana Sohmer & A.P.Davis - Psychotria rabeniana Müll.Arg. - Psychotria racemosa Rich. - Psychotria radicans (Merr.) Merr. - Psychotria raiateensis J.W.Moore - Psychotria raivavaensis Fosberg - Psychotria rakotonasoloi A.P.Davis & Govaerts - Psychotria rakotoniaina A.P.Davis & Govaerts - Psychotria ramadecumbens Sohmer - Psychotria rambouensis De Wild. - Psychotria ramiflora Rusby - Psychotria ramosii Merr. - Psychotria ramosissima Elmer - Psychotria ramuensis Sohmer - Psychotria ramulosa Merr. & L.M.Perry - Psychotria randiana Merr. & L.M.Perry - Psychotria rapensis F.Br. - Psychotria rarifolia S.Moore - Psychotria ratovoarisonii A.P.Davis & Govaerts - Psychotria rauwolfioides Standl. - Psychotria rectinervis Urb. - Psychotria recurva Hiern - Psychotria reducta Baker - Psychotria reflexapedunculata Sohmer - Psychotria refracta Müll.Arg. - Psychotria refractiflora K.Schum. - Psychotria reginae Müll.Arg. - Psychotria reineckei K.Schum. - Psychotria remota Benth. - Psychotria repanda Ruiz & Pav. - Psychotria reptans Benth. - Psychotria resurrecta Wernham - Psychotria reticulata Ruiz & Pav. - Psychotria reticulatissima S.Moore - Psychotria reticulosa Valeton - Psychotria retifera Standl. - Psychotria retiphlebia Baker - Psychotria retusa (Bremek.) A.P.Davis & Govaerts - Psychotria revoluta DC. - Psychotria reynosoi Sohmer & A.P.Davis - Psychotria rhinocerotis Reinw. ex Blume - Psychotria rhizomatosa De Wild. - Psychotria rhodothamna Standl. - Psychotria rhodotricha Pit. - Psychotria rhombibracteata C.M.Taylor & M.T.Campos - Psychotria rhombocarpa Kaneh. - Psychotria rhombocarpoides Hosok. - Psychotria rhonhofiae K.Krause - Psychotria rhytidocarpa Müll.Arg. - Psychotria richardiana Urb. - Psychotria ridleyi King & Gamble - Psychotria rigescens Standl. - Psychotria rigidifolia (Elmer) Merr. - Psychotria rimbachii Standl. - Psychotria rivularis Urb. - Psychotria robertii Standl. - Psychotria robusta Blume - Psychotria romolerouxiana C.M.Taylor - Psychotria rondeletioides Standl. - Psychotria rondonii Delprete - Psychotria rosacea Steyerm. - Psychotria rosea (Benth.) Müll.Arg. - Psychotria roseata (Fosberg) A.C.Sm. - Psychotria rosella (Bremek.) A.P.Davis & Govaerts - Psychotria roseotincta S.Moore - Psychotria rosmarinifolia (Baill.) Schltr. - Psychotria rosseliensis Sohmer - Psychotria rostrata Blume - Psychotria rosulatifolia Dwyer - Psychotria rotensis Kaneh. - Psychotria roxburghii DC. - Psychotria rubefacta (S.Moore) Guillaumin - Psychotria rubiginosa Elmer ex Merr. - Psychotria rubiginosissima Wernham - Psychotria rubripilis K.Schum. - Psychotria rubristipulata R.D.Good - Psychotria rubropedicellata (Bremek.) A.P.Davis & Govaerts - Psychotria rubropilosa De Wild. - Psychotria rudis Ridl. - Psychotria ruelliifolia (Cham. & Schltdl.) Müll.Arg. - Psychotria rufidula Standl. - Psychotria rufipes Hook. f. - Psychotria rufipilis A.Chev. ex De Wild. - Psychotria rufiramea Standl. - Psychotria rufocalyx Fosberg - Psychotria rufovaginata Griseb. - Psychotria rufovillosa (Bremek.) A.P.Davis & Govaerts - Psychotria rugulosa Kunth - Psychotria ruhsamiana A.P.Davis & Govaerts - Psychotria ruiz-teranii Steyerm. - Psychotria ruizii Standl. - Psychotria rupestris Müll.Arg. - Psychotria rupicola (Baill.) Schltr. - Psychotria russellii Deb & M.G.Gangop. - Psychotria rutila Craib - Psychotria rzedowskiana Borhidi - Psychotria sacciformis C.M.Taylor - Psychotria sadebeckiana K.Schum. - Psychotria sagittalis (Baill.) Guillaumin - Psychotria saidoriensis Sohmer - Psychotria sakaleonensis Bremek. - Psychotria salentana Standl. - Psychotria saloiana Diels - Psychotria saltatrix C.M.Taylor - Psychotria saltiensis (S.Moore) Guillaumin - Psychotria salzmanniana Müll.Arg. - Psychotria samarensis Merr. - Psychotria sambiranensis Bremek. - Psychotria sambucina Link ex Schult. - Psychotria samoana K.Schum. - Psychotria sanblasensis C.M.Taylor - Psychotria sanchezii C.M.Taylor - Psychotria sanfelicensis Dwyer - Psychotria sangeana (Miq.) Merr. - Psychotria sanluisensis Steyerm. - Psychotria santamartensis Rusby - Psychotria santaremica Müll.Arg. - Psychotria santaritensis Dwyer - Psychotria sarapiquensis Standl. - Psychotria sarcocarpa Merr. - Psychotria sarcodes Merr. & L.M.Perry - Psychotria sarmentosa Blume - Psychotria sarmentosoides Valeton - Psychotria sarmiensis Sohmer - Psychotria sastrei Steyerm. - Psychotria sauvallei Urb. - Psychotria savaiiensis Rech. - Psychotria scaberula Merr. - Psychotria scabrida Bremek. - Psychotria scabrifolia Rusby - Psychotria schaeferi Lorence & W.L.Wagner - Psychotria scheffleri K.Schum. & K.Krause - Psychotria schlechtendaliana (Müll.Arg.) Müll.Arg. - Psychotria schlechteriana K.Krause - Psychotria schliebenii E.M.A.Petit - Psychotria schlimii Standl. - Psychotria schmielei Warb. - Psychotria schnellii (Aké Assi) Verdc. - Psychotria schomburgkii Benth. - Psychotria schraderoides (K.Krause) C.M.Taylor - Psychotria schultzei Valeton - Psychotria schumanniana Schltr. - Psychotria schunkeana (Standl.) C.M.Taylor - Psychotria schunkei C.M.Taylor - Psychotria schweinfurthii Hiern - Psychotria scitula A.C.Sm. - Psychotria sclerocarpa Whistler - Psychotria scortechinii King & Gamble - Psychotria scytophylla Bremek. - Psychotria secundiflora Valeton - Psychotria sellowiana (DC.) Müll.Arg. - Psychotria semifissa Müll.Arg. - Psychotria semperflorens Pancher ex Beauvis. - Psychotria sempervirens Geddes - Psychotria sentanensis Valeton - Psychotria serpens L. - Psychotria setistipula Ridl. - Psychotria setistipulata (R.D.Good) E.M.A.Petit - Psychotria setulifera C.M.Taylor - Psychotria shaferi Urb. - Psychotria sibuyanensis Elmer - Psychotria sidamensis Cufod. - Psychotria silhetensis Hook. f. - Psychotria silhouettae F.Friedmann - Psychotria silvae Steyerm. - Psychotria silvicola Müll.Arg. - Psychotria simianensis A.P.Davis & Govaerts - Psychotria simiarum Standl. - Psychotria simmondsiana F.M.Bailey - Psychotria sintenisii Urb. - Psychotria sinuata C.M.Taylor - Psychotria sipapoensis Steyerm. - Psychotria siphonophora Urb. - Psychotria sixaolensis C.W.Ham. - Psychotria sloanei Urb. - Psychotria smaragdina Standl. - Psychotria smithiae Geddes - Psychotria sodiroi Standl. - Psychotria soejartoi C.M.Taylor - Psychotria sogerensis Wernham - Psychotria sohmeri Kiehn - Psychotria sohmeriana I.M.Turner - Psychotria sohotonensis Sohmer & A.P.Davis - Psychotria solanoides Turrill - Psychotria solitudinum Standl. - Psychotria solomonensis Merr. & L.M.Perry - Psychotria sonkeana O.Lachenaud & Séné - Psychotria sonocorova (Bremek.) A.P.Davis & Govaerts - Psychotria sordida Thwaites - Psychotria sororia DC. - Psychotria sorsogonensis Elmer - Psychotria soteropolitana Müll.Arg. - Psychotria spadicea (Pittier) Standl. & Steyerm. - Psychotria sparsipila Bremek. - Psychotria spathacea (Hiern) Verdc. - Psychotria spathicalyx Müll.Arg. - Psychotria speciosa G.Forst. - Psychotria spectabilis Steyerm. - Psychotria speluncae Standl. & Steyerm. - Psychotria sphaerocarpa Wall. - Psychotria sphaerocephala Müll.Arg. - Psychotria sphaeroidea Urb. - Psychotria sphaerothyrsa Valeton - Psychotria spicata Benth. - Psychotria spiciflora Standl. - Psychotria spithamea S.Moore - Psychotria squamelligera Steyerm. - Psychotria srilankensis Ruhsam - Psychotria st-johnii Fosberg - Psychotria stachyoides Benth. - Psychotria stahlii Urb. - Psychotria steinbachii Standl. - Psychotria steinii Steyerm. - Psychotria stellaris Müll.Arg. - Psychotria stenantha A.C.Sm. - Psychotria stenocalyx Müll.Arg. - Psychotria stenostachya Standl. - Psychotria stevedarwiniana W.N.Takeuchi - Psychotria stevensiana Sohmer - Psychotria steyermarkii Standl. - Psychotria stigmatophylla K.Schum. - Psychotria stipulosa Müll.Arg. - Psychotria stockwellii C.W.Ham. - Psychotria stolonifera W.N.Takeuchi - Psychotria storckii Seem. - Psychotria straminea Hutch. - Psychotria streimannii Sohmer - Psychotria stricta K.Schum. - Psychotria strictistipula Schnell - Psychotria strigosa Müll.Arg. - Psychotria striolata K.Krause - Psychotria suarezensis A.P.Davis & Govaerts - Psychotria suaveolens S.Moore - Psychotria subacuminalis Müll.Arg. - Psychotria subalata C.Wright ex Griseb. - Psychotria subalpina Elmer - Psychotria subcapitata Bremek. - Psychotria subcaudata Valeton - Psychotria subcordata Britton - Psychotria subcucullata Merr. - Psychotria subfusca Müll.Arg. - Psychotria subglabra De Wild. - Psychotria subintegra (Wight & Arn.) Hook. f. - Psychotria submontana Domin - Psychotria subnubila Bremek. - Psychotria subobliqua Hiern - Psychotria subobovata Miq. - Psychotria subpallens S.Moore - Psychotria subpunctata Hiern - Psychotria subremota Müll.Arg. - Psychotria subscandens Müll.Arg. - Psychotria subsessiliflora Elmer - Psychotria subsimplex Merr. - Psychotria subspathacea Müll.Arg. - Psychotria subspathulata (Müll.Arg.) C.M.Taylor - Psychotria subtriflora Müll.Arg. - Psychotria subundulata Benth. - Psychotria subuniflora (Baill.) Schltr. - Psychotria subvelutina Ekman & Urb. - Psychotria succulenta (Hiern) E.M.A.Petit - Psychotria suerrensis Donn.Sm. - Psychotria suffruticosa Müll.Arg. - Psychotria sulcata Wall. ex Hook. f. - Psychotria sulitii Merr. & Quisumb. ex Sohmer & A.P.Davis - Psychotria sumatrensis Ridl. - Psychotria sumbavana Miq. - Psychotria surianii Urb. - Psychotria surigaoensis Sohmer & A.P.Davis - Psychotria surinamensis Bremek. - Psychotria suterella Müll.Arg. - Psychotria sutericalyx Wernham - Psychotria sycophylla (K.Schum.) E.M.A.Petit - Psychotria sylvatica Blume - Psychotria sylvivaga Standl. - Psychotria symplocifolia Kurz - Psychotria tacarcunensis Dwyer - Psychotria tahanensis Ruhsam - Psychotria tahitensis (Drake) Drake - Psychotria taitensis Verdc. - Psychotria talasensis Sohmer - Psychotria talbotii Wernham - Psychotria tanganyicensis Verdc. - Psychotria tapantiensis C.M.Taylor - Psychotria tapirapecoana Steyerm. - Psychotria tarapotensis Standl. - Psychotria tatamana Standl. - Psychotria tatei Standl. - Psychotria taupotinii F.Br. - Psychotria taurina Dwyer - Psychotria taviunensis Gillespie - Psychotria tawaensis Merr. - Psychotria taxifolia Bremek. - Psychotria tayabensis Elmer - Psychotria temehaniensis J.W.Moore - Psychotria temetiuensis Lorence & W.L.Wagner - Psychotria tenerior (Cham.) Müll.Arg. - Psychotria tenuicaulis K.Krause - Psychotria tenuifolia Sw. - Psychotria tenuinervis Müll.Arg. - Psychotria tenuipes Merr. & L.M.Perry - Psychotria tenuipetiolata Verdc. - Psychotria tenuirachis Valeton - Psychotria tenuis Merr. & L.M.Perry - Psychotria tenuissima E.M.A.Petit - Psychotria tephrosantha A.Gray - Psychotria tepuiensis (Steyerm.) Steyerm. - Psychotria ternata Bremek. - Psychotria ternatifolia W.N.Takeuchi - Psychotria tessmannii Standl. - Psychotria testacea Sohmer - Psychotria tetragonoides Fosberg - Psychotria tetramera Steyerm. - Psychotria teysmanniana (Miq.) Boerl. - Psychotria thailandensis Ruhsam - Psychotria thelophora Urb. - Psychotria thomensis G.Taylor - Psychotria thomsonii Hook. f. - Psychotria thorelii Pit. - Psychotria tillettii Steyerm. - Psychotria timbiquensis (Standl.) C.M.Taylor - Psychotria timonioides Fosberg - Psychotria tipuanensis Standl. - Psychotria toensis Britton & P.Wilson - Psychotria tolongoinensis A.P.Davis & Govaerts - Psychotria tomaniviensis A.C.Sm. - Psychotria tomentella (S.Moore) Zappi - Psychotria toninensis S.Moore - Psychotria tonkinensis Pit. - Psychotria torrei Acuña & Roíg - Psychotria toviana F.Br. - Psychotria transiens Wernham - Psychotria trianae Standl. - Psychotria tricephala (Müll.Arg.) Zappi - Psychotria trichanthera K.Schum. - Psychotria trichocarpa Valeton - Psychotria trichocephala Poepp. - Psychotria trichophora Müll.Arg. - Psychotria trichopodantha (Baill.) Guillaumin - Psychotria trichostoma Merr. & L.M.Perry - Psychotria trichostyla Müll.Arg. - Psychotria trichotoma M.Martens & Galeotti - Psychotria triclada E.M.A.Petit - Psychotria trifida Ruiz & Pav. - Psychotria tripedunculata Sohmer - Psychotria tristis H.J.P.Winkl. - Psychotria trisulcata (Baill.) Guillaumin - Psychotria trivialis Rusby - Psychotria trujilloi Steyerm. - Psychotria truncata Wall. - Psychotria tsakiana C.M.Taylor - Psychotria tsaratananensis A.P.Davis & Govaerts - Psychotria tsiandrensis Bremek. - Psychotria tubuaiensis Fosberg - Psychotria turbinata A.Gray - Psychotria turbinella Müll.Arg. - Psychotria turboensis Standl. ex Steyerm. - Psychotria turrubarensis W.C.Burger & Q.Jiménez - Psychotria tutcheri Dunn - Psychotria tylophora Kurz - Psychotria uahukensis Lorence & W.L.Wagner - Psychotria uapoensis Lorence & W.L.Wagner - Psychotria uberabana Müll.Arg. - Psychotria ulei Standl. - Psychotria ulviformis Steyerm. - Psychotria umbellata Thonn. - Psychotria umbellifera E.M.A.Petit - Psychotria uncumariana C.M.Taylor - Psychotria unicarinata (Fosberg) A.C.Sm. & S.P.Darwin - Psychotria unioensis Guillaumin - Psychotria urbaniana Steyerm. - Psychotria urceolata Steyerm. - Psychotria urdanetensis Elmer - Psychotria urniformis Steyerm. - Psychotria usambarensis Verdc. - Psychotria utakwensis Wernham - Psychotria vaccinioides Valeton - Psychotria vaccinioidifolia Sohmer - Psychotria valeriana Standl. - Psychotria valetoniana Sohmer - Psychotria valetonii Hochr. - Psychotria valleculata A.C.Sm. - Psychotria van-hermanii Acuña & Roíg - Psychotria vanimoensis Sohmer - Psychotria vanoverberghii Merr. - Psychotria vareschii Steyerm. - Psychotria variegata Steyerm. - Psychotria vasiviensis (Müll.Arg.) Standl. - Psychotria vaupelii Whistler - Psychotria vellerea Müll.Arg. - Psychotria vellosiana Benth. - Psychotria velutina Elmer - Psychotria venezuelensis Steyerm. - Psychotria venosa (Hiern) E.M.A.Petit - Psychotria ventuariana Standl. & Steyerm. - Psychotria venulosa Müll.Arg. - Psychotria veracruzensis Lorence & Dwyer - Psychotria veraguensis Dwyer - Psychotria verdcourtii Borhidi - Psychotria verschuerenii De Wild. - Psychotria versteegii Deb & M.G.Gangop. - Psychotria verticissaxi Valeton - Psychotria vesciculifera C.M.Taylor - Psychotria vescula A.C.Sm. - Psychotria vestita C.Presl - Psychotria vichadensis Standl. - Psychotria victoriae Standl. - Psychotria vieillardii (Baill.) Guillaumin - Psychotria vietnamensis Ruhsam - Psychotria viguieri (Bremek.) A.P.Davis & Govaerts - Psychotria villosa Ruiz & Pav. - Psychotria vinkii Sohmer - Psychotria virgata Ruiz & Pav. - Psychotria viridialba Urb. - Psychotria viridibractea Steyerm. - Psychotria viridiflora Reinw. ex Blume - Psychotria viridis Ruiz & Pav. - Psychotria viticoides Wernham - Psychotria vitiensis Fosberg - Psychotria vittoriensis Müll.Arg. - Psychotria vogeliana Benth. - Psychotria voluta Elmer - Psychotria vomensis Gillespie - Psychotria vulpina Ridl. - Psychotria waasii Sohmer - Psychotria wagapensis Guillaumin - Psychotria waimamurensis Merr. & L.M.Perry - Psychotria waiuensis Sohmer - Psychotria walikalensis E.M.A.Petit - Psychotria warburgiana A.P.Davis - Psychotria warmingii Müll.Arg. - Psychotria warongloaensis Hochr. - Psychotria wawrae Sohmer - Psychotria wawrana Müll.Arg. - Psychotria weberbaueri Standl. - Psychotria weberi Merr. - Psychotria welwitschii (Hiern) Bremek. - Psychotria wenzelii (Merr.) Merr. - Psychotria wernhamiana S.Moore - Psychotria wesselsboeri Steyerm. - Psychotria wiakabui W.N.Takeuchi - Psychotria wichmannii Valeton - Psychotria wilkesiana Standl. - Psychotria williamsii Standl. - Psychotria winitii Craib - Psychotria winkleri Merr. - Psychotria wollastonii Wernham - Psychotria womersleyi Sohmer - Psychotria wonotobensis (Bremek.) Steyerm. - Psychotria woodii Merr. - Psychotria woronovii Standl. - Psychotria woytkowskii Dwyer & M.V.Hayden - Psychotria wrayi King & Gamble - Psychotria wullschlaegelii Urb. - Psychotria wurdackii Steyerm. - Psychotria xanthochlora K.Schum. - Psychotria xantholoba Müll.Arg. - Psychotria xiriricana Standl. ex Hoehne - Psychotria yagawensis Sohmer & A.P.Davis - Psychotria yapacanensis Steyerm. - Psychotria yapaensis Sohmer - Psychotria yapasensis Standl. - Psychotria yapoensis (Schnell) Verdc. - Psychotria yaracuyensis Steyerm. - Psychotria yarumalensis Standl. ex Steyerm. - Psychotria yatesii (Merr.) Merr. - Psychotria yavitensis Steyerm. - Psychotria yenii Sohmer & A.P.Davis - Psychotria yunnanensis Hutch. (Syn.: Psychotria kwangsiensis H.L.Li): Sie gedeiht in Wäldern in Schluchten, an Hängen von Hügeln in Höhenlagen von 800 bis 2300 Metern in den chinesischen Provinzen Guangxi (nur Napo), Yunnan sowie in Xizang nur in Mêdog. - Psychotria zepelaciana Standl. - Psychotria zevallosii C.M.Taylor - Psychotria zeylanica Sohmer - Psychotria zombamontana (Kuntze) E.M.A.Petit |

Nicht mehr zu Psychotria gestellt werden:
- Psychotria elata (Sw.) Hammel → Palicourea elata (Sw.) Borhidi
- Psychotria poeppigiana Müll. Arg. → Palicourea tomentosa (Aubl.) Borhidi

## Nutzung
P. viridis wird als halluzinogene Droge genutzt.
Das Homogenat der Blätter von P. insularum  wird in der traditionellen Medizin Samoas als „Matalafi“ zur Behandlung von Entzündungen im Zusammenhang mit Fieber, Schwellungen, Wunden/Hautinfektionen, Elefantiasis, Erbrechen, Atemwegsinfektionen, Unterleibsschmerzen, sonstigen Körperschmerzen etc. Eine Studie ergab 2021, dass die entzündungshemmenden Eigenschaften ähnlich denen von Ibuprofen sein könnten. Als wirksame Komponenten wurden die Substanzen Rutin und Nicotiflorin (Kaempferol-3-O-Rutinosid) identifiziert, die Eisenchelate bilden (vgl. Chelat-Therapie).